# Output Festival
Het Output Festival is een driejaarlijks muziekfestival dat in hoofdzaak gericht is op hedendaagse experimentele muziek en de elektrische gitaar. De locatie voor het festival is Muziekgebouw aan 't IJ en het Bimhuis. Het Output Festival 2007 wordt georganiseerd door Stichting Output.

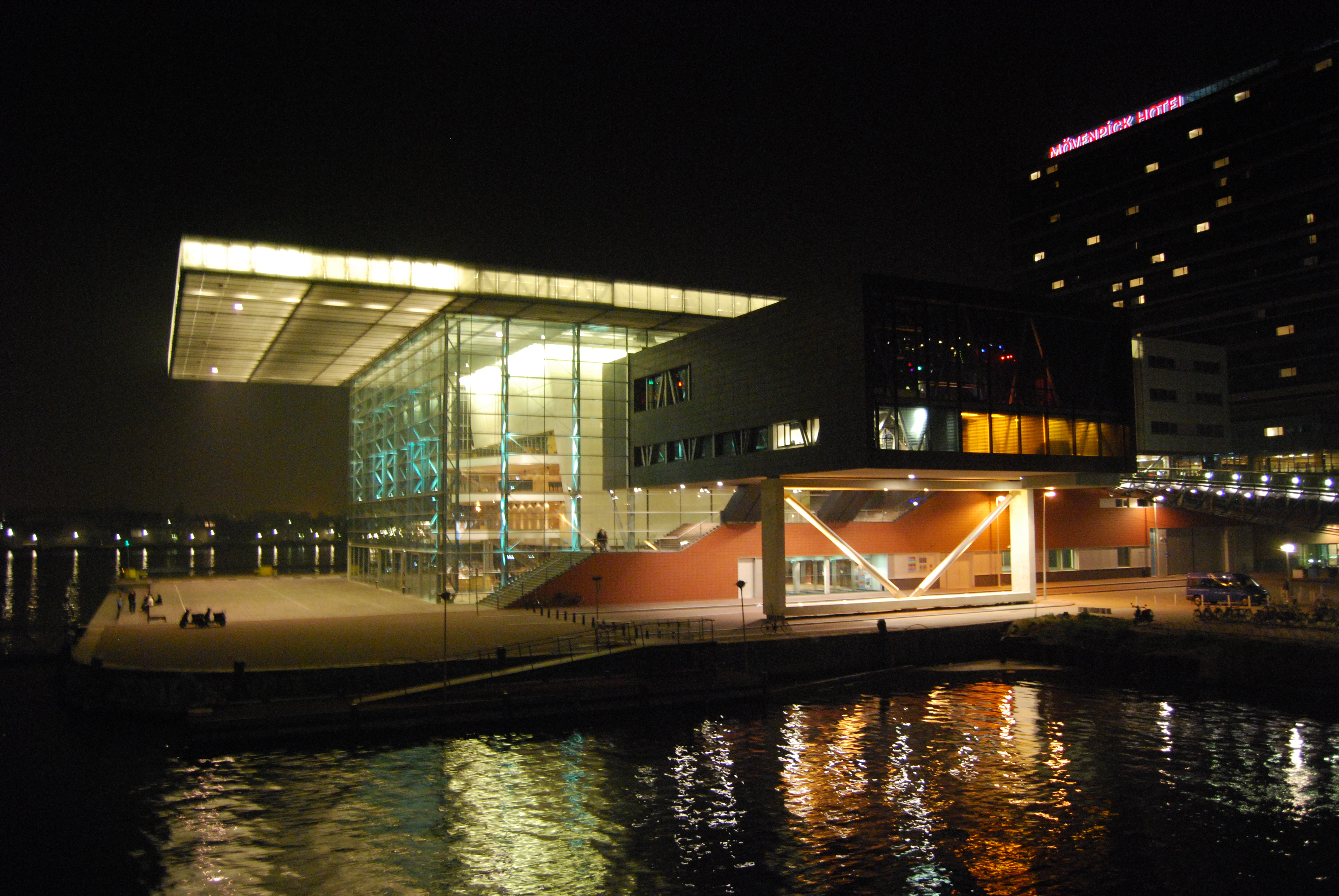
Muziekgebouw aan 't IJ en het Bimhuis

## Eerste editie, 2004
De eerste editie vond plaats Van vrijdag 8 tot en met zondag 10 oktober 2004 in het Bimhuis en De Balie en Paradiso, te Amsterdam. Op het programma stonden wereldpremières van onder andere Scott Johnson, Christian Wolff, Peter Adriaansz en Christopher Fox, maar ook nieuwe uitvoeringen van composities van onder meer Theo Loevendie, Steve Reich, Per Nørgård, Giacinto Scelsi en Frank Martin. De organisatie was in handen van gitarist Wiek Hijmans en Anthony Fiumara, artistiek leider van Orkest De Volharding.
Een onderdeel van het festival was Plug 'n Play. Op zondag 10 oktober speelden zestig tot tachtig elektrisch gitaristen samen nieuw werk van componist Gilius van Bergeijk onder leiding van dirigent Otto Tausk. Er was verder een uitgebreid randprogramma met lezingen en workshops.

## Tweede editie, 2007
De tweede editie van het Output Festival had de "zieletoon" (soul of the tone) als motto meegekregen en vond plaats op 28 t/m 30 september 2007. Een improvisatie-optreden, verzorgd door Fred Frith en een tentoonstelling van de experimentele snaarinstrumenten van Yuri Landman, aangevuld door een lezing over de microtonale principes achter deze instrumenten waren tevens onderdeel van deze editie.
Voor de tweede editie  trad NPS Radio 4 op als co-producent. Hierdoor had het festival zijn programmering uitgebreid met orkestwerken (Radio Kamer Filharmonie op vrijdag 28 september) waarin de elektrische gitaar de rol van solist op zich nam. Stichting Gaudeamus was partner van het festival.
Voor het onderdeel Plug 'n Play is in het programma van 2007 150 amateurgitaristen spelen met Jan Akkerman opgenomen. Componist Chiel Meijering maakte speciaal voor dit Plug 'n Play-evenement de compositie 'The Wave'. Het stuk is gemaakt om met meer dan honderd gitaristen een golf van geluid te creëren in het atrium van het Muziekgebouw aan 't IJ. Honderdvijftig gitaristen overbrugden in totaal een afstand van meer dan 150 meter, over verschillende verdiepingen. Akkerman soleerde over deze geluidsmuur.

## Organisatie
Stichting Output is in 2004 opgezet om de positie van de elektrische gitaar in hedendaags gecomponeerde muziek te versterken. Een van de middelen die hiervoor wordt ingezet, is het driejaarlijkse festival. Daarnaast werkt de stichting samen met onder andere de Princeton-universiteit waarmee ze de Output-Princeton Award in het leven heeft geroepen.
De stichting heeft twee directeuren, Wiek Hijmans en Athony Fiumara. Zij zijn de initiators van de stichting en het Output Festival. Het stichtingsbestuur bestond in 2007 uit Bèr Deuss, Jan Bus, Sven Smit, Piet Hein van de Poel en Rick Spaan.